# Finał Pucharu Ekstraklasy 2008
Finał Pucharu Ekstraklasy 2008 – mecz piłkarski kończący rozgrywki Pucharu Ekstraklasy 2007/2008, który został rozegrany 17 maja 2008 roku na Stadionie Dyskobolii Grodzisk Wielkopolski w Grodzisku Wielkopolskim, pomiędzy Legią Warszawa a Dyskobolią Grodzisk Wielkopolski. Trofeum po raz 2. wywalczyła Dyskobolia Grodzisk Wielkopolski.

## Droga do finału
| Legia Warszawa                                                      | Legia Warszawa | Legia Warszawa | Runda        | Dyskobolia Grodzisk Wielkopolski | Dyskobolia Grodzisk Wielkopolski | Dyskobolia Grodzisk Wielkopolski |
| Data                                                                | Przeciwnik     | Wynik          | Runda        | Data                             | Przeciwnik                       | Wynik                            |
| ------------------------------------------------------------------- | -------------- | -------------- | ------------ | -------------------------------- | -------------------------------- | -------------------------------- |
| 18.09.2007                                                          | Ruch Chorzów   | 0:0            | Faza grupowa | 09.09.2007                       | ŁKS Łódź                         | 0:0                              |
| 14.10.2007                                                          | ŁKS Łódź       | 1:0            | Faza grupowa | 12.10.2007                       | Ruch Chorzów                     | 0:2                              |
| 24.10.2007: Dyskobolia Grodzisk Wielkopolski – Legia Warszawa (3:3) |                |                |              |                                  |                                  |                                  |
| 15.11.2007: Legia Warszawa – Dyskobolia Grodzisk Wielkopolski (0:0) |                |                |              |                                  |                                  |                                  |
| 27.11.2007                                                          | Ruch Chorzów   | 1:0            | Faza grupowa | 27.11.2007                       | ŁKS Łódź                         | 3:2                              |
| 04.12.2007                                                          | ŁKS Łódź       | 2:0            | Faza grupowa | 04.12.2007                       | Ruch Chorzów                     | 2:0                              |
| 26.02.2008                                                          | Polonia Bytom  | 2:0            | Ćwierćfinał  | 20.02.2008                       | Odra Wodzisław Śląski            | 2:2                              |
| 04.03.2008                                                          | Polonia Bytom  | 2:2            | Ćwierćfinał  | 05.03.2008                       | Odra Wodzisław Śląski            | 2:1                              |
| 19.03.2008                                                          | Wisła Kraków   | 1:1            | Półfinał     | 18.03.2008                       | Górnik Zabrze                    | 3:0                              |
| 15.04.2008                                                          | Wisła Kraków   | 1:0            | Półfinał     | 16.04.2008                       | Górnik Zabrze                    | 1:1                              |

## Tło
Mecz odbył się na Stadionie Dyskobolii Grodzisk Wielkopolski w Grodzisku Wielkopolskim, jednak formalnym gospodarzem meczu była Legia Warszawa, gdyż w sezonie 2006/2007 zajęła wyższe miejsce w tabeli ligowej (3. miejsce), natomiast Dyskobolia Grodzisk Wielkopolski zajęła 5. miejsce.
Oba kluby grały już ze sobą w fazie grupowej tej edycji rozgrywek, wówczas 1. miejsce w Grupie A zajęła drużyna Wojskowych, natomiast drużyna Dyskoboli zajęła 2. miejsce.

## Mecz

### Przebieg meczu
Mecz odbył się 17 maja 2008 roku o godz. 13:45 na Stadionie Dyskobolii Grodzisk Wielkopolski w Grodzisku Wielkopolski. Sędzią głównym spotkania był Hubert Siejewicz. Mimo dużej ilości zdobytych goli nie był na najwyższym poziomie, a także zdecydowanie był po stronie drużyny Dyskoboli.
Już 3. minucie brak koncentracji obrońców drużyny Wojskowych wykorzystał zawodnik drużyny przeciwnej, Piotr Rocki, który ładnym uderzeniem przy słupku strzelił pierwszą bramkę meczu. W 13. minucie drużyna Dyskoboli podwyższyła wynik na 2:0 po pięknym strzale z rzutu wolnego Jarosława Laty, natomiast w 30. minucie wynik na 3:0 podwyższył Adrian Sikora.
W drugiej połowie trener drużyny Wojskowych, Jan Urban wpuścił na boisko trzech podstawowych zawodników swojej drużyny, którzy mecz rozpoczęli na ławce rezerwowych: Takesure Chinyamę, Marcina Smolińskiego oraz Aleksandara Vukovicia, jednak w dalszym ciągu przewagę w grze miała drużyna Dyskobolii. W 65. minucie Adrian Sikora otrzymał piłkę po prostopadłym podaniu, chwilę później bez najmniejszych problemów pokonał bramkarza drużyny gości, Wojciecha Skabę. W 90. minucie honorowego gola dla drużyny Wojskowych po pięknym uderzeniu z rzutu wolnego zdobył Aleksandar Vuković.

### Szczegóły meczu
| 17 maja 2008 13:45 | Legia Warszawa · Vuković 90' | 1:40:3Raport | Dyskobolia Grodzisk Wielkopolski · 3' Rocki · 13' Lato · 30', 65' Sikora | Stadion Dyskobolii Grodzisk Wielkopolski, Grodzisk Wielkopolski Widzów: 2 500 Sędzia: Hubert Siejewicz (Białystok) |
|                    |                              |              |                                                                          | |

| Legia Warszawa: |    |                    |              |     |
|                 |    |                    |              |     |
| BR              | 1  | Wojciech Skaba     |              |     |
| OB              | 25 | Jakub Rzeźniczak   |              |     |
| OB              | 3  | Wojciech Szala     |              |     |
| OB              | 26 | Iñaki Astiz        |              | 57' |
| OB              | 4  | Dickson Choto      | Żółta kartka | 46' |
| OB              | 11 | Tomasz Kiełbowicz  |              |     |
| PO              | 32 | Miroslav Radović   |              |     |
| PO              | 30 | Martins Ekwueme    |              | 46' |
| PO              | 36 | Ariel Borysiuk     |              | 56' |
| PO              | 31 | Maciej Rybus       |              |     |
| NA              | 18 | Bartłomiej Grzelak |              |     |
| Zmiany:         |    |                    |              |     |
| PO              | 28 | Marcin Smoliński   |              | 46' |
| PO              | 14 | Aleksandar Vuković |              | 46' |
| NA              | 19 | Takesure Chinyama  |              | 46' |
| OB              | 17 | Przemysław Wysocki |              | 57' |
| Trener:         |    |                    |              |     |
| Jan Urban       |    |                    |              |     |

| Dyskobolia Grodzisk Wielkopolski: |    |                      |              |     |
|                                   |    |                      |              |     |
| BR                                | 12 | Sebastian Przyrowski |              | 70' |
| OB                                | 2  | Radek Mynář          |              |     |
| OB                                | 26 | Panče Ḱumbev         |              |     |
| OB                                | 6  | Tomasz Jodłowiec     |              |     |
| OB                                | 15 | Błażej Telichowski   | Żółta kartka |     |
| PO                                | 11 | Marek Sokołowski     |              |     |
| PO                                | 77 | Piotr Świerczewski   |              | 17' |
| PO                                | 23 | Radosław Majewski    |              | 76' |
| PO                                | 20 | Jarosław Lato        |              |     |
| NA                                | 22 | Piotr Rocki          | Żółta kartka | 60' |
| NA                                | 8  | Adrian Sikora        |              |     |
| Zmiany:                           |    |                      |              |     |
| PO                                | 21 | Mariusz Muszalik     |              | 17' |
| NA                                | 27 | Michał Ciarkowski    |              | 60' |
| BR                                | 1  | Dariusz Brzostowski  |              | 70' |
| PO                                | 8  | Filip Ivanovski      |              | 76' |
| Trener:                           |    |                      |              |     |
| Jacek Zieliński I                 |    |                      |              |     |

| Puchar Ekstraklasy 2007/2008 Zwycięzcy    |
| ----------------------------------------- |
| Dyskobolia Grodzisk Wielkopolski 2. Tytuł |

## Po meczu
Trofeum zdobyła Dyskobolia Grodzisk Wielkopolski, dla której był to ostatni sezon na wielkim krajowych poziomie, gdyż 10 lipca 2008 roku podczas Nadzwyczajnego Walnego Zgromadzenia Groclinu Dyskobolia SSA zatwierdzono zmianę nazwy spółki na KSP Polonia Warszawa SSA oraz siedziby na Warszawę, a 11 lipca 2008 roku spółka została sprzedana właścicielowi Polonii Warszawa, Józefowi Wojciechowskiemu, w związku z czym Polonia Warszawa zajęła miejsce  w ekstraklasie Dyskobolii Grodzisk Wielkopolski, która przystąpiła do IV ligi grupy wielkopolskiej.